# Апери, Роже
Роже́ Апери́ (фр. Roger Apéry, 14 ноября 1916, Руан, Франция — 18 декабря 1994, Кан, Франция) — математик французско-греческого происхождения, наиболее известным достижением которого было доказательство иррациональности частного значения дзета-функции Римана, ζ(3) — математической константы, которая впоследствии была названа «постоянной Апери».

## Биография
Роже Апери родился в Руане (Нормандия, Франция) 14 ноября 1916 года. Его отец — Жорж Апери (Georges Apéry, 1887—1978), грек по национальности, эмигрировал во Францию в 1903 году, затем обучался в Гренобльском электротехническом институте, а во время Первой мировой войны воевал во французской армии. Его мать — урождённая Жюстин ван дер Крейссен (Justine van der Cruyssen, 1892—1965) переделала своё фламандское имя на французский манер и стала Луизой Делакруа (Louise Delacroix). До 1926 года они жили в Лилле, а затем переехали в Париж.  
В 1936 году Роже Апери поступил в Высшую нормальную школу в Париже (École Normale Supérieure, rue d'Ulm), показав второй результат во Франции. В 1939 году началась Вторая мировая война, и он был призван на военную службу, а в 1940 году в Нанси попал в плен, будучи в чине младшего лейтенанта. По состоянию здоровья он был выпущен на свободу летом 1941 года.
Осенью 1941 года Роже Апери уже работал ассистентом в Сорбонне под руководством Эли Картана (Elie Cartan). В 1947 году он получил докторскую степень — руководителями его диссертационной работы были Поль Дюбрейль и Рене Гарнье.
C 1949 года Роже Апери начал работать в Канском университете (Нижняя Нормандия), где он в 1953 году получил должность профессора и работал там до самого выхода на пенсию в 1986 году.

## Научные результаты
В 1977 году, в возрасте 61 года, он получил свой самый примечательный результат в математике — доказал иррациональность математической константы ζ(3), равной бесконечной сумме обратных к кубам натуральных чисел:
{\displaystyle \zeta (3)=\sum _{n=1}^{\infty }{\frac {1}{n^{3}}}={\frac {1}{1^{3}}}+{\frac {1}{2^{3}}}+{\frac {1}{3^{3}}}+{\frac {1}{4^{3}}}+\dots }
Это утверждение получило название «теоремы Апери», а константа ζ(3) — «постоянной Апери».
Когда Апери представил своё доказательство на лекции в Марселе в 1978 году, оно было встречено многими математиками довольно скептически, однако через некоторое время проверка показала справедливость приведённых аргументов.